# Catoptria wolfi
Catoptria wolfi is een vlinder uit de familie van de grasmotten (Crambidae). De wetenschappelijke naam van de soort is voor het eerst geldig gepubliceerd in 1984 door Ganev & Hacker.